# El mundo de Sofía (película)
El mundo de Sofía (Sofies verden) es una película dramática y de aventuras noruega, dirigida por Erik Gustavson y protagonizada por Silje Storstein como Sofía. Es una adaptación de la novela del mismo nombre de Jostein Gaarder. Tras su estreno en 1999 fue la película más cara hasta la fecha en Noruega.
Desde entonces se ha lanzado en DVD doblada al alemán, una versión en DVD subtitulada en inglés en 2005 en el Reino Unido y una versión doblada en español.

## Reparto
- Silje Storstein como Sofía Amundsen y Hilde Møller Knag.
- Tomas von Brömssen como Alberto Knox.
- Andrine Sæther como la madre de Sofía.
- Bjørn Floberg como el alcalde Albert Knag.
- Hans Alfredson como Socrates.
- Nils Vogt como Lærer Jacobsen
- Minken Fosheim como la madre de Hilde Møller Knag.
- Edda Trandum Grjotheim as Jorunn.
- Arne Haakenaasen Dahl como Georg, Mischa y Giovanni
- Sullivan Lloyd Nordrum como Jørgen.
- Kjersti Holmen como Fru Johnsen.